# Felitciano Zschusschen
Felitciano Cederick Zschusschen est un footballeur international curacien, né le 24 janvier 1992, à Bréda (Pays-Bas).

## Biographie

### Carrière en équipe nationale
Zschusschen est convoqué pour la première fois en équipe de Curaçao par Patrick Kluivert, le 27 mars 2015, face à Montserrat, lors des matchs de qualifications de la Coupe du monde 2018. Il honore sa première sélection en marquant un but sur pénalty. Mais c'est à l'occasion des éliminatoires de la Coupe caribéenne des nations 2017 qu'il se distingue en marquant sept buts. À ce jour, il compte neuf buts en quatorze sélections avec Curaçao, dont c'est le meilleur buteur en activité.

#### Buts en sélection
| Buts en sélection de Felitciano Zschusschen | Buts en sélection de Felitciano Zschusschen | Buts en sélection de Felitciano Zschusschen       | Buts en sélection de Felitciano Zschusschen | Buts en sélection de Felitciano Zschusschen | Buts en sélection de Felitciano Zschusschen | Buts en sélection de Felitciano Zschusschen |
|                                             | Date                                        | Lieu                                              | Adversaire                                  | Score                                       | Résultat                                    | Compétition                                 |
| ------------------------------------------- | ------------------------------------------- | ------------------------------------------------- | ------------------------------------------- | ------------------------------------------- | ------------------------------------------- | ------------------------------------------- |
| 1.                                          | 27 mars 2015                                | Ergilio Hato Stadion, Willemstad (Curaçao)        | Montserrat                                  | 2-1                                         | 2-1                                         | QCM 2018                                    |
| 2.                                          | 26 mars 2016                                | Ergilio Hato Stadion, Willemstad (Curaçao)        | République dominicaine                      | 2-1                                         | 2-1                                         | QCAR 2017                                   |
| 3.                                          | 1er juin 2016                               | Providence National Stadium, Providence (Guyana)  | Guyana                                      | 0-1                                         | 2-5                                         | QCAR 2017                                   |
| 4.                                          | 1er juin 2016                               | Providence National Stadium, Providence (Guyana)  | Guyana                                      | 1-3                                         | 2-5                                         | QCAR 2017                                   |
| 5.                                          | 1er juin 2016                               | Providence National Stadium, Providence (Guyana)  | Guyana                                      | 2-5                                         | 2-5                                         | QCAR 2017                                   |
| 6.                                          | 7 juin 2016                                 | Ergilio Hato Stadion, Willemstad (Curaçao)        | Îles Vierges des États-Unis                 | 2-0                                         | 7-0                                         | QCAR 2017                                   |
| 7.                                          | 7 juin 2016                                 | Ergilio Hato Stadion, Willemstad (Curaçao)        | Îles Vierges des États-Unis                 | 6-0                                         | 7-0                                         | QCAR 2017                                   |
| 8.                                          | 11 octobre 2016                             | Estadio Juan Ramón Loubriel, Bayamón (Porto Rico) | Porto Rico                                  | 2-3                                         | 2-4 a.p.                                    | QCAR 2017                                   |
| 9.                                          | 22 mars 2017                                | Stadion Dr. Antoine Maduro, Willemstad (Curaçao)  | Salvador                                    | 1-0                                         | 1-1                                         | Match amical                                |

## Palmarès
- Curaçao
  - Vainqueur de la Coupe caribéenne des nations en 2017.